# Platte waterwantsen
De platte waterwantsen of zwemwantsen (Naucoridae) is een relatief kleine familie uit de onderorde van de wantsen.  De familie werd voor het eerst wetenschappelijk beschreven door William Elford Leach in 1815.

## Uiterlijk
De platte waterwantsen lijken qua voorkomen en gedrag op reuzenwaterwantsen (Belostomatidae) maar ze zijn een stuk kleiner. Ze kunnen ongeveer 0,5 tot 2 cm lang worden. 

## Verspreiding en habitat
Ze worden over de hele wereld gevonden maar de meeste soorten komen in tropische gebieden voor. Ze leven in zoet water, van stilstaand water tot snelstromende rivieren.   

## Taxonomie
Voorheen maakte de familie Naucoridae deel uit van de superfamilie Naucoroidea, samen met de Aphelocheiridae en de Potamocoridae. Tegenwoordig zijn deze twee families samengevoegd tot de superfamilie Aphelocheiroidea en zijn de Naucoridae alleen achtergebleven in de superfamilie Naucoroidea. 
De volgende 60 geslachten behoren tot de familie Naucoridae: 
- Aidium Popov, 1968
- Ambrysus Stål, 1861
- Aneurocoris Montandon, 1897
- Angaronecta Popov, 1971
- Aphlebocoris Handlirsch, 1908
- Apopnus Handlirsch, 1921
- Aptinocoris Montandon, 1897
- Asthenocoris Usinger, 1938
- Carvalhoiella De Carlo, 1963
- Cataractocoris Usinger, 1941
- Cavocoris La Rivers, 1971
- Cheirochela Hope, 1841
- Coptocatus Montandon, 1909
- Cratocora Martins-Neto in López Ruf et al., 2005
- Cratopelocoris López Ruf & Perez Goodwyn in López Ruf et al., 2005
- Cryphocricos Signoret, 1850
- Ctenipocoris Montandon, 1897
- Decarloa La Rivers, 1969
- Diaphorocoris Montandon, 1897
- Exilcrus Zhang, Yao, Ren & Zhao, 2011
- Gestroiella Montandon, 1897
- Halmaheria Zettel, 2007
- Heleocoris Stål, 1876
- Heleonaucoris Popov, 1971
- Hygropetrocoris Sites, 2015
- Idiocarus Montandon, 1897
- Ijanecta Popov, 1971
- Ilyocoris Stål, 1861
- Interocoris La Rivers, 1974
- Irkutonecta Popov, 1985
- Laccocoris Stål, 1856
- Liadonaucoris Popov, 1971
- Limnocoris Stål, 1860
- Macrocoris Signoret, 1861
- Miroculus Zhang, Yao, Ren & Zhao, 2011
- Mongonecta Popov, 1996
- Namtokocoris Sites in Sites & Vitheepradit, 2007
- Nanonaucoris Zettel, 2001
- Naucoris Fabricius, 1775
- Nectodes Popov, 1968
- Nectonaucoris Popov, 1968
- Neomacrocoris Montandon, 1913
- Nepidium Westwood, 1854
- Nesocricos La Rivers, 1971
- Palaeoheteroptera Handlirsch, 1908
- Pelocoris Stål, 1876
- Philippinocoris D. Polhemus & J. Polhemus, 1987
- Picrops La Rivers, 1952
- Placomerus La Rivers, 1956
- Pogonocaudina Sites & Zettel in Sites et al., 2011
- Procryphocricos J. Polhemus, 1991
- Sagocoris Montandon, 1911
- Saucrolus Marchesini Santos, 1971
- Sphaerodemopsis Handlirsch, 1908
- Stalocoris La Rivers, 1969
- Tanycricos La Rivers, 1971
- Temnocoris Montandon, 1897
- Thurselinus Distant, 1904
- Usingerina Stål,1860
- Warisia La Rivers, 1971

## In Nederland waargenomen soorten
- Genus: Ilyocoris
  - Ilyocoris cimicoides - (Platte waterwants)
- Genus: Naucoris
  - Naucoris maculatus - (Gevlekte zwemwants)